# Municipalità distrettuale di Namakwa
La municipalità distrettuale di Namakwa (in inglese Namakwa  District Municipality) è un distretto della  provincia del Capo Settentrionale e il suo codice di distretto è DC06.
La sede amministrativa e legislativa è la città di Springbok e il suo territorio si estende su una superficie di 126 747 km².
In base al censimento del 2001 la sua popolazione è di 108.110 abitanti.

## Geografia fisica

### Confini
La municipalità distrettuale di Namakwa confina a nord con la Namibia, a est con quelle di Siyanda e Pixley ka Seme, a sud con quelle di Central Karoo e Cape Winelands (provincia del Capo Occidentale) e a ovest con quella di West Coast (provincia del Capo Occidentale) e con l'Oceano Atlantico.

### Suddivisione amministrativa
Il distretto è suddiviso in 6 municipalità locali:
- Richtersveld
- Nama Khoi
- Kamiesberg
- Hantam
- Karoo Hoogland
- Khâi-Ma